# A che valse?
A che valse? è una raccolta di quindici liriche di Andrea Zanzotto, scritte durante il periodo universitario, pubblicate a Milano nel 1970 dall'editore Vanni Scheiwiller in 300 copie numerate e fuori commercio come omaggio dell'autore agli amici. Queste poesie si trovano ora, con altre nove poesie inedite, in "Le poesie e prose scelte", a cura di Stefano Dal Bianco e Gian Mario Villalta, con due saggi di Stefano Agosti e Fernando Bandini, Mondadori, Milano, I Meridiani, 1999 con il titolo di Versi giovanili (1938-1942) e con una nota dell'autore: "I presenti versi, in parte inediti, in parte apparsi nel 1970 col titolo A che valse? in una edizione di trecento copie fuori commercio, tendono a rappresentare una campionatura del mio lavoro giovanile, passato attraverso parecchie fasi. In parte essi vengono a collocarsi in contemporaneità, fra il 1938 e il 1942, con alcuni componimenti che rientrano invece nella reale "prima raccolta" di versi Dietro il paesaggio (1940-1948), uscita peraltro soltanto nel 1951.
A proposito di  A che valse? scrive Giuliana Nuvoli,
"Sono componimenti scritti fra il '38 e il '42, con tutta l'astratta inconsistenza di chi ha ancora paura a parlare davvero di sé, e dare alle cose il loro nome e agli eventi il loro tempo. È il tentativo di una poesia assoluta, come accade agli adolescenti, quando l'esperienza vitale è quella delle immagini e delle intuizioni, e la memoria riserva gran spazio di sé alle esperienze altrui per carenza delle proprie. Eppure in questo contesto... è possibile reperire molte delle immagini che resteranno, tema di fondo, in tutta la sua produzione poetica: sono le nevi, le colline, le valli, gli azzurri e le nubi, le piogge, le ombre e le luci, i monti, le acque della sua terra."
Il giovane Zanzotto si rifà, in questi suoi primi versi, alla poesia francese della seconda metà dell'Ottocento e ai surrealisti e ne riprende le immagini oniriche, i simboli, i colori forti e gli odori intensi, così come non è estranea l'influenza di Federico García Lorca e di Rimbaud anche se fra queste immagini "... è possibile recuperare quella stupenda coscienza di sé e dei suoi modi disperanti in una solitudine non umana che sarà il punto focale della poetica di Zanzotto; ed è già presente un deciso porsi in alterità nei confronti degli altri, dei compagni che
mancavano
o distratti seguivano dall'alto
il volo oscuro dei pianeti
e l'attaccarsi, per questo, con disperazione, al paesaggio da sempre testimone di una "recita", la sua, che per finale ha solo il nulla.